# Мізіл
Мізіл (рум. Mizil) — місто у повіті Прахова в Румунії. Адміністративно місту також підпорядковане село Фефелей (населення 517 осіб, 2002 рік).
Місто розташоване на відстані 68 км на північний схід від Бухареста, 32 км на схід від Плоєшті, 133 км на захід від Галаца, 97 км на південний схід від Брашова.

## Населення
За даними перепису населення 2002 року у місті проживали 15 760 осіб.
Національний склад населення міста:
| Національність   | Кількість осіб | Відсоток |
| ---------------- | -------------- | -------- |
| румуни           | 13780          | 87,4%    |
| цигани           | 1951           | 12,4%    |
| німці            | 14             | 0,1%     |
| турки            | 6              | < 0,1%   |
| угорці           | 2              | < 0,1%   |
| греки            | 2              | < 0,1%   |
| чехи             | 2              | < 0,1%   |
| росіяни-липовани | 1              | < 0,1%   |
| італійці         | 1              | < 0,1%   |
| чанго            | 1              | < 0,1%   |

Рідною мовою назвали:
| Мова       | Кількість осіб | Відсоток |
| ---------- | -------------- | -------- |
| румунська  | 14626          | 92,8%    |
| циганська  | 1120           | 7,1%     |
| турецька   | 6              | < 0,1%   |
| угорська   | 2              | < 0,1%   |
| грецька    | 2              | < 0,1%   |
| чеська     | 2              | < 0,1%   |
| російська  | 1              | < 0,1%   |
| італійська | 1              | < 0,1%   |

Склад населення міста за віросповіданням:
| Релігія            | Кількість осіб | Відсоток |
| ------------------ | -------------- | -------- |
| православні        | 15301          | 97,1%    |
| п'ятдесятники      | 332            | 2,1%     |
| баптисти           | 41             | 0,3%     |
| адвентисти         | 26             | 0,2%     |
| бретрени           | 15             | 0,1%     |
| лютерани           | 9              | 0,1%     |
| римо-католики      | 8              | 0,1%     |
| мусульмани         | 6              | < 0,1%   |
| греко-католики     | 3              | < 0,1%   |
| не релігійні       | 1              | < 0,1%   |
| атеїсти            | 1              | < 0,1%   |
| не вказали релігію | 6              | < 0,1%   |

## Зовнішні посилання
- Дані про місто Мізіл на сайті Ghidul Primăriilor